# Weißer Main
Weißer Main er den nordlige højre kildeflod til Main. Den har sit udspring i Fichtelgebirge og møder sydvest for Kulmbach, ved Steinenhausen, Roter Main. Længdeangivelserne svinger mellem 41 km og 52,8 km. 

Weißer Mains kilde ligger i en højde af 887 moh. på østsiden af Ochsenkopf i Fichtelgebirge. Markgreve Friedrich fastlagde den i 1717 med granitblokke, og lod Hohenzollernslægtens våbenskjold hugge i stenen. Johann Wolfgang von Goethe, der  besøgte kilden i 1785, mente dog at Seehausbrunnen sydøst for Schneeberg er Mains kilde. Han skrev: 
| Citat | "...der Quelle des Mains, der dicht hier am Hause entspringt und hier den Bach zu Zinnwäsche ausmacht, ..." | Citat |
|       | |       |

. 
Weißmainkilden regnes for Mains kilde, selv om Roter Main er nogle få kilometer længere.

## Geografi

### Tilløb
- Paschenbach (højre)
- Kroppenbach (højre)
- Brommbergsbach (venstre)
- Lützelmain (venstre)
- Steinbach (venstre)
- Schmelzbach (venstre)
- Zoppatenbach (venstre)
- Ölschnitz (højre)
- Rimlasgrundbach (højre)
- Oberes Wiesenbächlein (venstre)
- Unteres Wiesenbächlein (venstre)
- Kronach (venstre)
- Streitmühlbach (højre)
- Laubenbach (højre)
- Trebgast (venstre)
- Feulner Bach (højre)
- Veitsgraben (venstre)
- Mühlgraben (venstre)
- Schorgast (højre)
- Teufelsgraben (højre)
- Purbach (højre)
- Dobrach (højre)
- Kinzelsbach (højre)

### Byer langs floden
- Bad Berneck
- Kulmbach